# Шанауров, Анатолий Владимирович
Анатолий Владимирович Шанауров (род. 17 октября 1990, Миасс, Челябинская область, РСФСР, СССР) — российский серийный убийца, убивший шесть человек в период с 11 по 28 июля 2020 года. 6 сентября 2021 года был приговорён к пожизненному заключению.

## Биография

### Детство и юность
Анатолий Шанауров родился 17 октября 1990 года. У него было тяжёлое детство. Не было ни друзей, ни подруг. Отец Владимир Шанауров пил, бил мать, бросался на нее с топором и совсем не занимался воспитанием сына. Когда Анатолий учился в школе, он ушел из семьи, больше 10 лет прожил с другой женщиной и только потом вернулся. Затем было еще четыре года алкоголизма, после чего Владимир скончался от сердечной недостаточности. Примерно в это же время мать Шанаурова потеряла зрение. Анатолий тяжело переживал случившееся.
Он жил с мамой, все знали его как человека очень замкнутого, ранимого, обидчивого и тревожного, страдающего от чувства собственной неполноценности. В последнее время мужчина неофициально трудился в автомастерской. Один из его коллег обратил внимание на странность в поведении Шанаурова: тот мог тихо подойди со спины и стоять, не подавая звуков.
Кроме того, в ходе следствия нашли девушку, которую он в 2014 году несколько месяцев преследовал от школы до дома (она на тот момент училась в 11 классе). Когда мужчину привезли в отдел полиции и потребовали объяснений по этому поводу, он сказал, что школьница ему понравилась. Также, по некоторым данным, перед началом серии убийств он начал убивать животных, чтобы привыкнуть к виду крови.

### Убийства
В июле 2020 года Шанауров решил совершить серию убийств лиц, из числа ведущих асоциальный образ жизни или злоупотребляющих спиртными напитками, поскольку испытывал к ним неприязнь. Для этого он даже разработал план совершения убийств. Он действовал по одной и той же схеме: предлагал жертве спиртное, затем уводил на пустыри, где жестоко убивал. По некоторым данным, Шанауров позаимствовал её у «битцевского маньяка» Александра Пичушкина.
Первое убийство Шанауров совершил 11 июля 2020 года. В этот день рядом с магазином «Красное&Белое» он познакомился с мужчиной, который согласился вместе распить алкоголь. Вместе они пришли на пустынное место недалеко от газовой заправки, где стали распивать спиртные напитки. Когда новый приятель стал засыпать, Анатолий нанёс ему не менее тридцати ударов молотком в голову и шею, от которых он скончался, после чего спрятал труп в кустах.
Следующее убийство Шанауров совершил в один из дней в период с 12 по 14 июля. Он пришёл на берег реки Миасс, где к нему подошел незнакомый мужчина. После знакомства они стали распивать спиртное, затем вместе пошли через безлюдные места. По дороге новый знакомый споткнулся и упал, после чего Анатолий достал молоток и нанёс им не менее 15 ударов по голове. Когда потерпевший перестал показывать признаки жизни, маньяк оттащил его тело в заросли.
15 июля около 18 часов 30 минут Шанауров взял молоток и деньги, пришёл к магазину «Наташа», где познакомился мужчиной, с которым они пришли на берег реки Миасс и стали распивать алкогольные напитки. Около 23 часов они стали расходиться. Выждав момент, когда жертва остановится, преступник нанёс удар молотком в голову, отчего потерпевший упал. Затем маньяк нанёс ему ещё 2-3 таких-же удара, после чего оттащил тело в густую траву на расстояние 10 метров и нанёс ещё 40 ударов, в результате чего раскрошился череп.
20 июля 2020 года около 18 часов Шанауров взял с собой молоток и водку, пришёл на остановку, где познакомился с мужчиной, с которым договорились совместно выпить водку. На троллейбусе они приехали к железнодорожному вокзалу, после чего новый приятель повёл Анатолия по направлению к своему дому. По дороге маньяк попросил его помочь найти мешок с медью в кустах, на что получил согласие. Придя в кусты, убийца толкнул мужчину, отчего он упал, затем нанёс ему 2-3 удара молотком в голову, после чего оттащил его вглубь кустов на расстояние 2 метров, где нанёс ему ещё около 30 ударов в голову, раздробив её.
Уже на следующий день Шанауров совершил новое убийство. Он пришёл на остановку рядом с церковью Святой Троицы и магазином, где познакомился с пожилым мужчиной возрастом около 80 лет, который передвигался с помощью трости. Анатолию он представился своим прозвищем «Будулай». Последние несколько лет он ежедневно просил милостыню у входа в церковь. При этом, по словам служителей храма, он не был бездомным и имел семью. Они договорились вместе выпить спиртное. Будулай привёл его на кладбище, где на одной из могил они стали пить водку. Около 21-22 часов новый знакомый опьянел и уснул, тогда Анатолий взял молоток и нанёс ему 3 удара в голову, отчего тот упал с лавочки на землю. Затем оттащил его на расстояние 6-7 метров в заброшенное место, после чего нанёс ещё 20-30 ударов в голову, раскрошив череп.
28 июля 2020 года Шанауров совершил последнее убийство. Около 17 часов он взял с собой молоток и пришёл искать человека для нападения. Придя к магазину «Клён» и никого не найдя, он пошёл домой, по пути встретил мужчину, с которым договорились совместно распить спиртное. Мужчина страдал шизофренией, из-за чего был слишком наивен: менял новую одежду, которую ему покупают родственники, на старую у бродяг. Поэтому маньяк приняли его за бомжа. Они пришли в место, где собираются люди без определённого места жительства. Там сели на диван и стали пить водку. Когда новый знакомый стал засыпать, Анатолий достал молоток и нанёс ему удар в голову, после чего сбросил его на землю и нанёс ещё 20-30 ударов молотком по голове, раздробив её.

### Арест, следствие, суд
Изначально следователи не объединяли преступления в одно дело — списывали их на случайные разборки. Слишком серьёзным был характер повреждений.
Когда преступления всё же связали в серию и определились, что искать нужно маньяка, установили и орудие убийства — кувалду или тяжёлый молоток, которым преступник наносил своим жертвам увечья. В местных строительных магазинах стали спрашивать о клиентах с такими запросами, но попался «молоточник» в итоге на другом.
Записи с дорожных камер видеонаблюдения, направленных на перекрёсток, зафиксировали как потерпевший проходил вместе с подозрительным мужчиной. На данной видеозаписи невозможно было чётко распознать лицо предполагаемого преступника, но удалось зафиксировать особенности его походки — ноги странно сгибались. Полицейские стали ждать подозреваемого на этом перекрёстке, полагая, что это один из маршрутов передвижения убийцы. И 29 июля 2020 года Шанаурова действительно заметили. Когда силовики заговорили с ним, мужчина начал заметно нервничать, а после предложения проехать в отдел полиции попытался сбежать, но его задержали. При нём обнаружили молоток со следами крови. Он сразу же признался в совершении двух убийств, потом — ещё трех, а спустя несколько месяцев, в январе 2021 года, — ещё в одном. Кроме того, при обыске в его доме был обнаружен самодельный пистолет, приспособленный к стрельбе боевыми патронами, который, по словам Анатолия, в 2003 году по его просьбе изготовил отец, чтобы он мог стрелять по бутылкам.
После задержания подозреваемого врачи обследовали его и пришли к выводу, что какими-либо хроническим или временным психическими заболеванием, которое мешало бы ему осознавать свои действия и контролировать их, мужчина не страдал. В то же время специалисты выявили у него смешанное расстройство личности, которое проявлялось ещё с подросткового возраста. На одном из допросов Шанауров заявил, что хотел, чтобы его поймали, потому что останавливаться якобы не планировал.
6 сентября 2021 года Шанауров был признан виновным в убийстве шести человек (п. «а» ч. 2 ст. 105 УК РФ) и незаконном хранении оружия (ч. 1 ст. 222 УК РФ). Ему было назначено наказание в виде пожизненного лишения свободы в исправительной колонии особого режима. Был отправлен отбывать наказание в колонию «Чёрный дельфин».

## В массовой культуре
- Документальный фильм «Смерть и молот» из цикла «По следу монстра» (2022)